# Henriette Killander
Henrika (Henriette) Hedvig Elisabet Charlotta Killander, född Gyllenhaal 2 februari 1816 på Dagsnäs, död 11 juli 1898 i Jönköping, var en svensk musiker och möbeldesigner. Hon var mor till Knut Killander. 
Henriette Killander var dotter till justitiestatsministern friherre Lars Herman Gyllenhaal av Gyllenhaal af Härlingstorp och Henrika Lovisa Ulrika Tham. Hon gifte sig 1838 med hovintendenten Johan Fredrik Killander (1811–1899). Makarna bodde på Hooks herrgård i Småland, där de ska ha fört ett livligt sällskapsliv, fram till att de sålde gården 1868 och bosatte sig i Jönköping.
Henriette Killander ritade och lät på 1850-talet snickaren Daniel Ljungquist i Svenarum tillverka de första svenska pinnstolarna efter modell av den amerikanska windsorstolen. Detta blev utgångspunkten för en så småningom avsevärd industrialiserad pinnstolstillverkning på Småländska höglandet, bland annat Hagafors Stolfabrik.
Killander komponerade Jag icke någon vällust känner för röst och piano, som ingick i ”Åtskilliga sångstycken med accompagnement af pianoforte”.